# Dianthus subaphyllus
Dianthus subaphyllus är en nejlikväxtart som först beskrevs av Lemperg, och fick sitt nu gällande namn av Karl Heinz Rechinger. Dianthus subaphyllus ingår i släktet nejlikor, och familjen nejlikväxter. Inga underarter finns listade i Catalogue of Life.